# ثقافة تونس

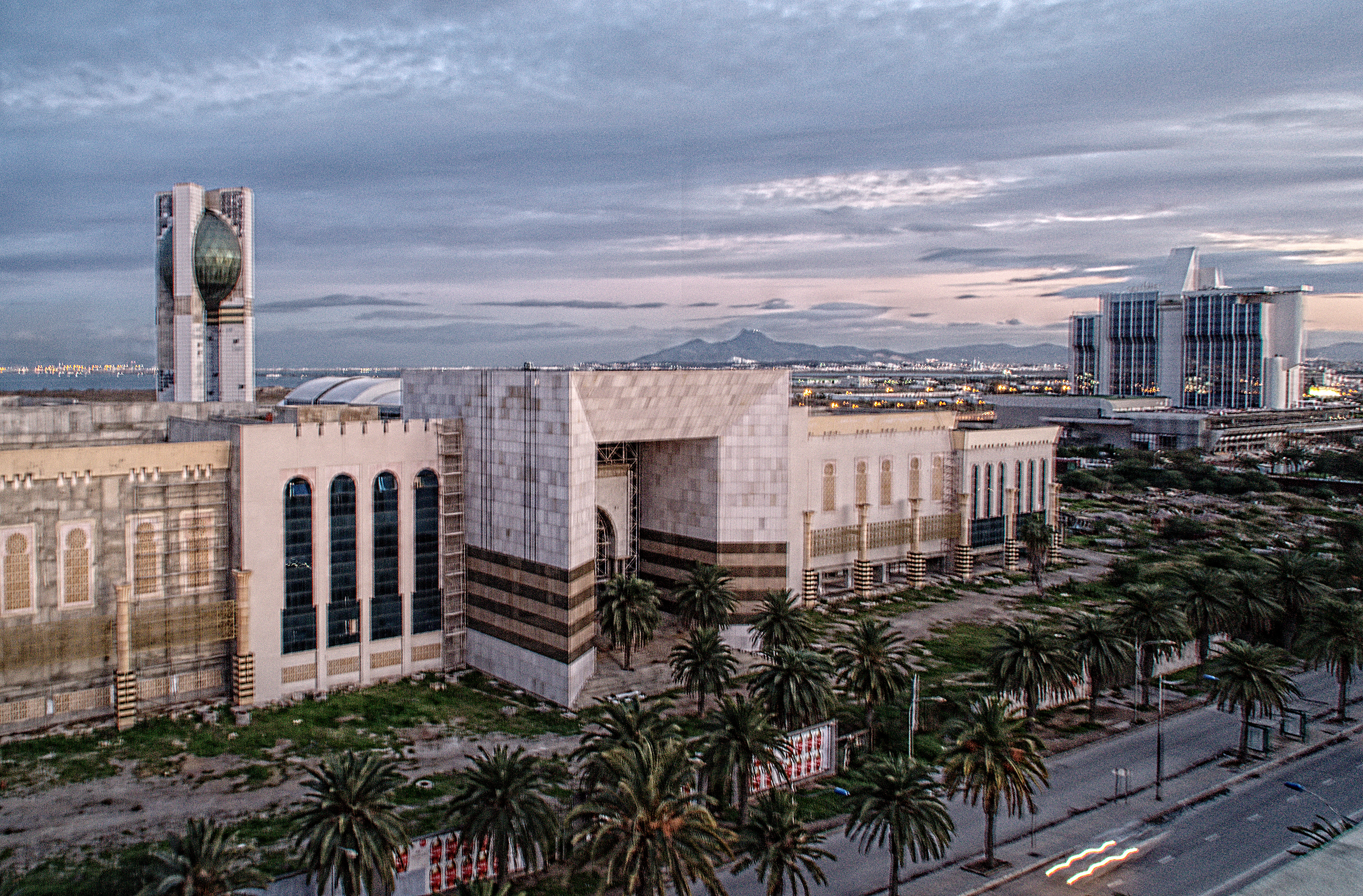
مدينة الثقافة بتونس العاصمة

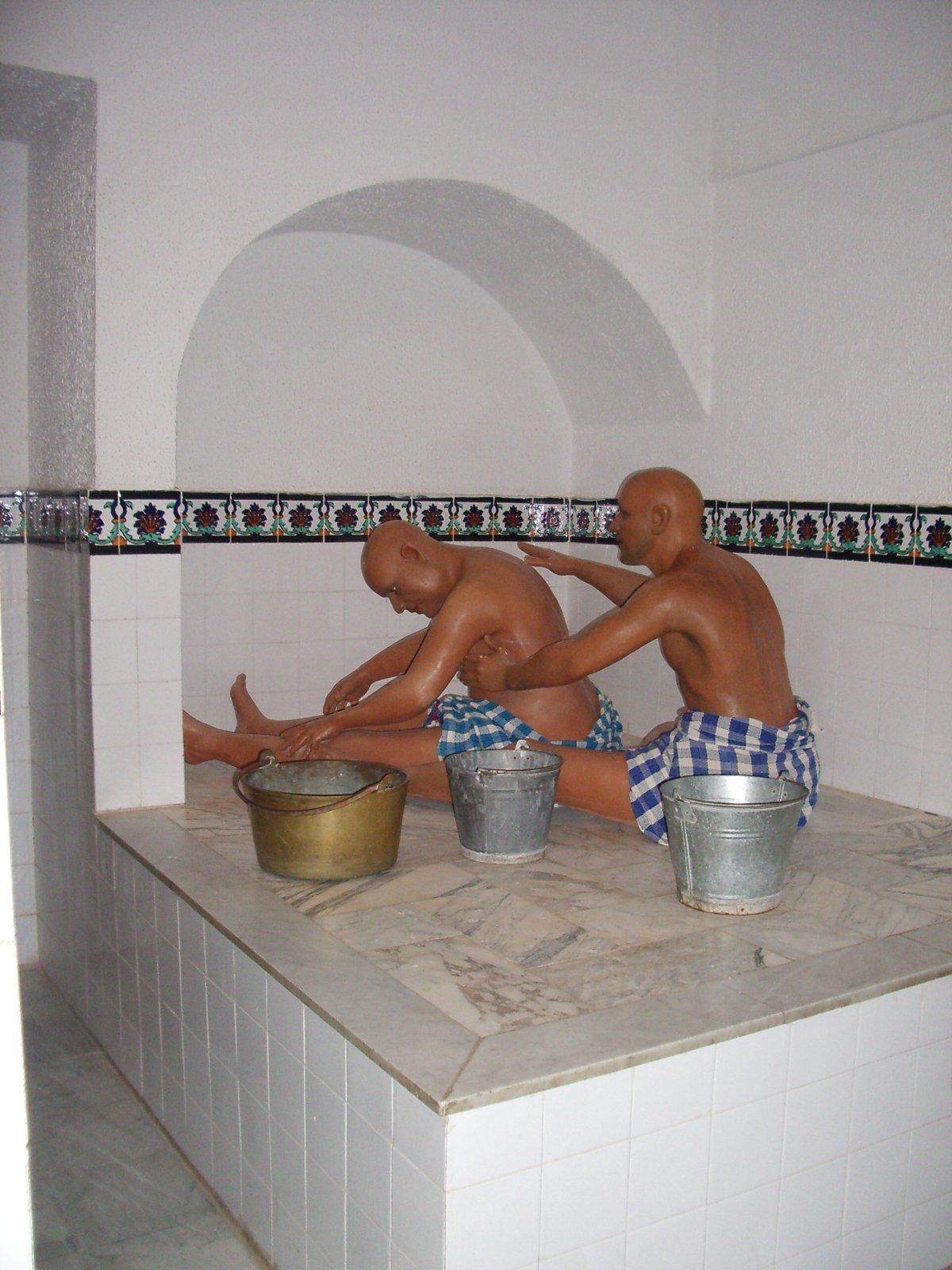
إعادة بناء حمام تقليدي

ثقافة تونس ناتجة عن أكثر من ثلاثة آلاف سنة من الحضارة وتتميز بتنوع كبير بحكم احتواء تونس لكل ما هو: أمازيغي وعربي وإسلامي، وإفريقي ومتوسطي.

## أدب تونسي
يوجد في تونس نوعان من الأدب: الأول باللغة العربية والثاني بالفرنسية. يرجع تاريخ الأدب التونسي باللغة العربية إلى القرن السابع الميلادي، تاريخ الفتح الإسلامي للبلاد في حين ترجع جذور الصنف الثاني إلى أواخر القرن التاسع عشر، تاريخ انتصاب الحماية الفرنسية. يطغى مجالا القصة والشعر على أغلب المنشورات الأدبية الحالية. ومن أبرز أعلام القصة التونسية علي الدوعاجي ومحمد العروسي المطوي والبشير خريّف وحسن نصر ومحمود المسعدي. ومن أبرز الشعراء أبو القاسم الشابي ومصطفى خريّف وأحمد خير الدين والميداني بن صالح ومحمد الغزي ومحمد الصغير أولاد أحمد ومنصف الوهايبي وآدم فتحي.

## الموسيقى التونسية

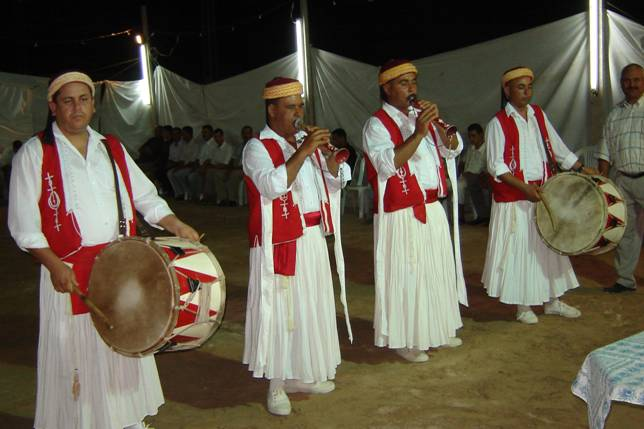
فرقة فولكلورية من جزيرة قرقنة

تتميز الموسيقى التونسية بتنوع كبير على مستوى أصنافها وألوانها. تنقسم الموسيقى التونسية أساسا إلى ثلاثة أنواع: موسيقى ذات طابع عصري بما في ذلك الأغاني بالعربية الفصحى أو العربية الدارجة، موسيقى ذات طابع تراثي كلاسيكي (أساسا المالوف والموشحات والسلامية) والموسيقى الشعبية (المزود والموسيقى الفلكلورية ذات الطابع الجهوي). أبرز تظاهرة للموسيقى التونسية هو «مهرجان الموسيقى التونسية».

## السينما
ترجع بدايات السينما في تونس إلى عام 1896 تاريخ تصوير الأخوين لوميار لمشاهد حية لأنهج تونس العاصمة. في العام التالي أقيم في البلاد أول عرض سينمائي. سنة 1908 أفتتحت «أمنية باتي» كأول قاعة سينما في البلاد. سنة 1922 صور فيلم زهرة، أول فيلم قصير في البلاد، تبعه سنة 1937 أول فيلم طويل بعنوان «مجنون القيروان». سنة 1966 بعد الاستقلال أنتج أول فيلم تونسي بعنوان الفجر. تنتج السينما التونسية حاليا معدل ثلاثة أفلام طويلة و6 أفلام قصيرة في السنة. تعد أيام قرطاج السينمائية، أهم فعالية سينيمائة في البلاد.

## المسرح
في أرقام:
- الفرق المسرحية الهاوية: 250
- الفرق المسرحية المدرسية: 780
- الفرق المسرحية الجامعية: 50
- بطاقات احتراف فنون المهن الدرامية: 280
- الفرق المسرحية المحترفة: 103 منها 6 في القطاع العمومي و 96 في القطاع الخاص
- مراكز الفنون الدرامية: 5
- عدد المسرحيات التي تم إنتاجها سنة 2006: 265

## التراث الشعبي

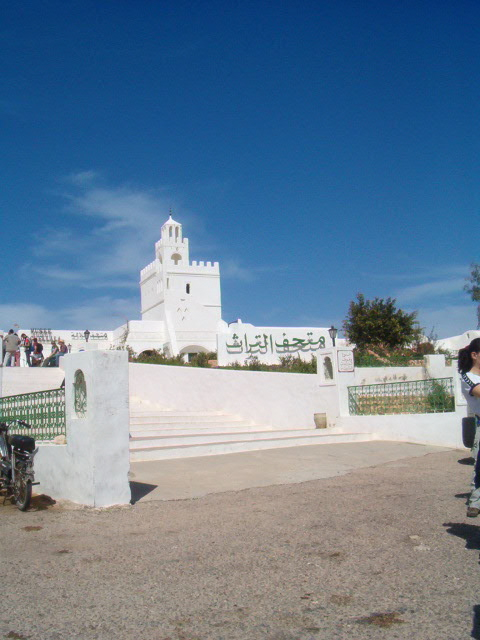
متحف تونسي للفنون و العادات الشعبية

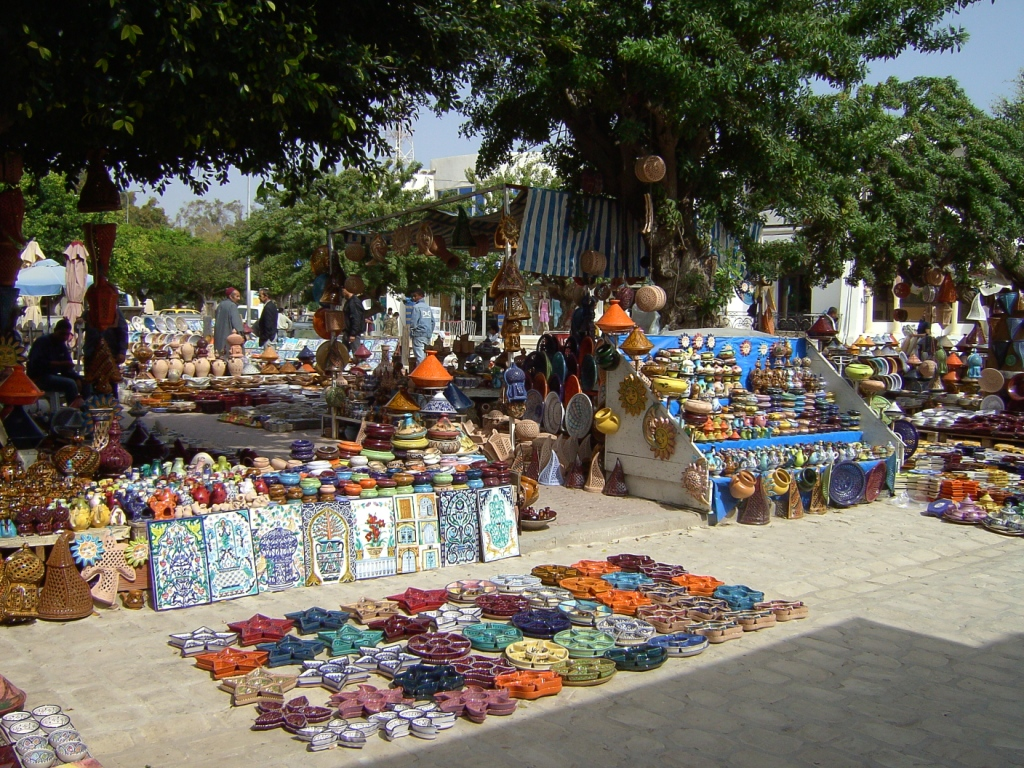
منتوجات فخارية تقليدية في سوق بمنطقة حومة السوق في جزيرة جربة

لكل جهة في البلاد موروثها الثقافي وعاداتها وتقاليدها حتى وإن كانت متجانسة مع بعضها البعض. فكل منطقة تنطوي على أكلات، أزياء تقليدية، طراز معماري أو عادات محلية تمتاز بها على الأخرى. يظهر التنوع التراثي جليا على مستوى الصناعات التقليدية التي تشمل: الخزف والفخار أساسا في نابل وجربة، السجاد أو الزربية أساسا في القيروان والمهدية، الجلد أساسا في العاصمة، صفاقس وقبلي، الخشب في الشمال الغربي وصناعة النحاس في العاصمة والقيروان.

## التنشيط الثقافي
في أرقام:
- دور الشباب والثقافة: 350
- نوادي الفيديو: 659
- لجنة ثقافية وطنية: 1
- اللجان الثقافية المحلية: 356
- اللجان الثقافية الجهوية: 24
- عدد المهرجانات: 1069 (منها 422 مهرجانا صيفيا)

## أروقة الفن
في أرقام:
- 72 بدون اعتبار دور الشباب والثقافة
- رصيد الأعمال الفنية بالخزينة: 7.390
- عدد الفنانين التشكيليين: 389

## مطبخ تونسي

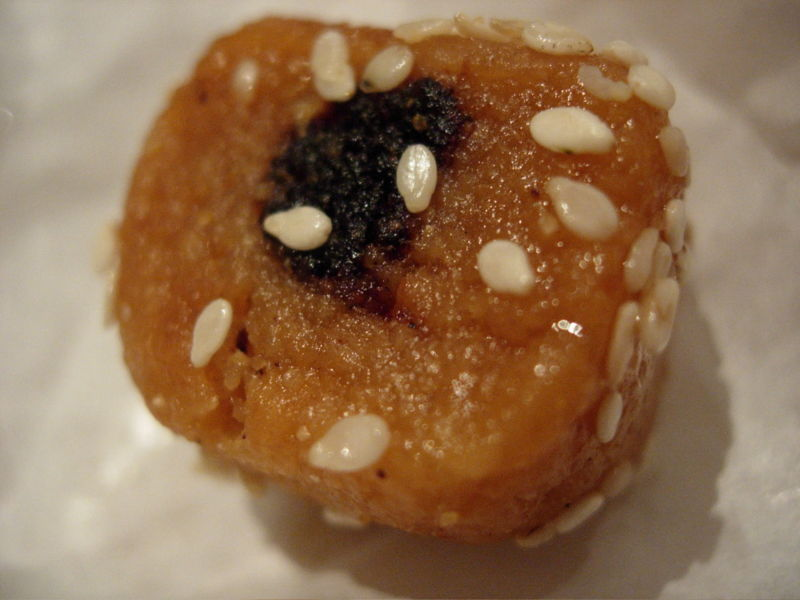
المقروض القيرواني

المطبخ التونسي، ويعتبر جزء من المطبخ المتوسطي. يعتمد الطبخ التونسي على زيت الزيتون، والفلفل الأحمر الحار، وطحين القمح، ولحم الضأن، والأسماك، والعديد من الخضروات والتوابل. ومثل العديد من المطابخ المتوسطية، يقدم المطبخ التونسي ما يعرف باسم «مطبخ شمسي» يعتمد بشكل كبير على زيت الزيتون، البهارات، الطماطم، أنواع الأسماك، واللحوم.
من أهم الأطباق التونسية نجد الكسكسي، البريك، الطاجين، السلطة المشوية، اللبلابي، شربة الفريك، البسيسة.

## معرض صور

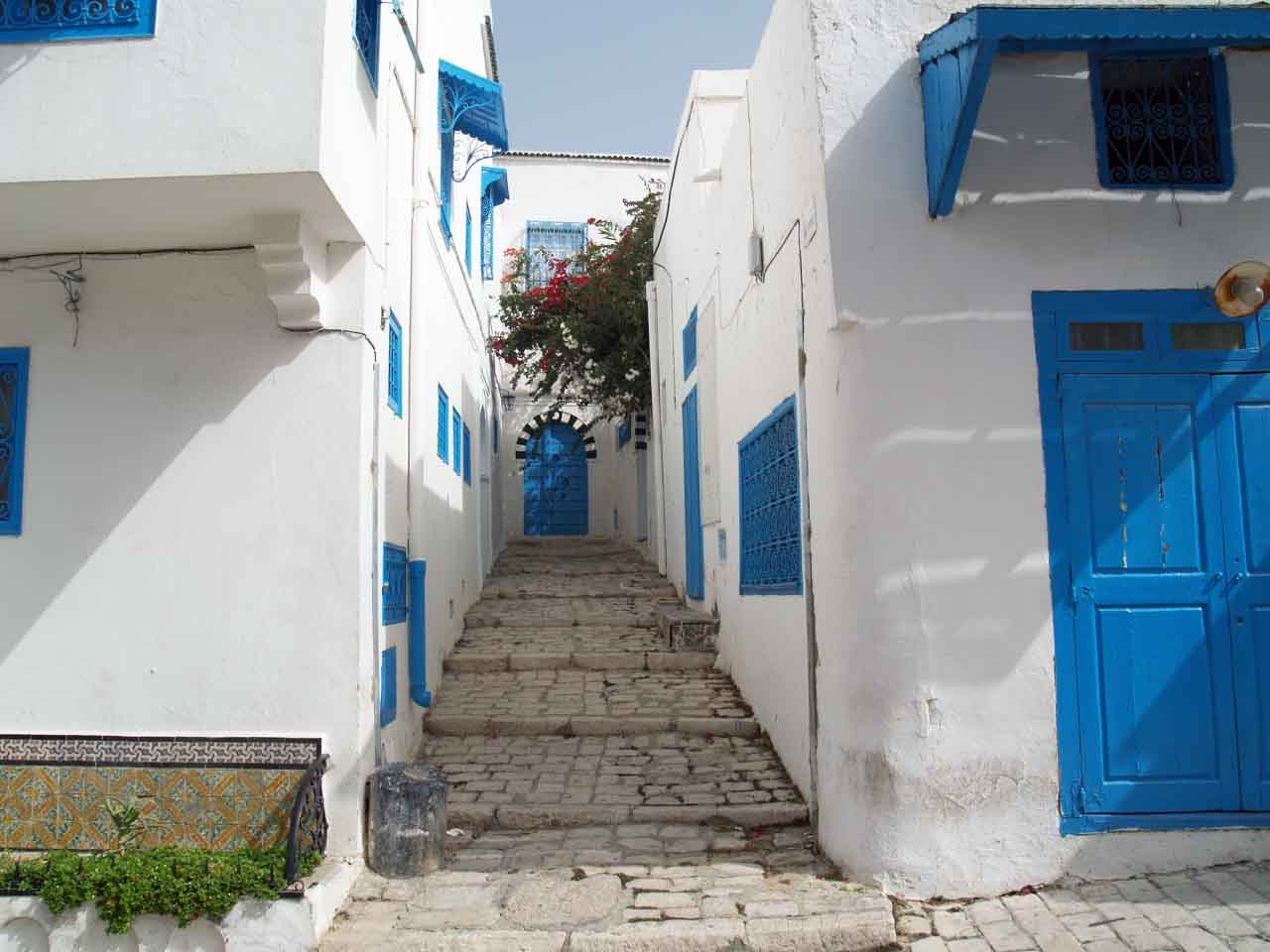
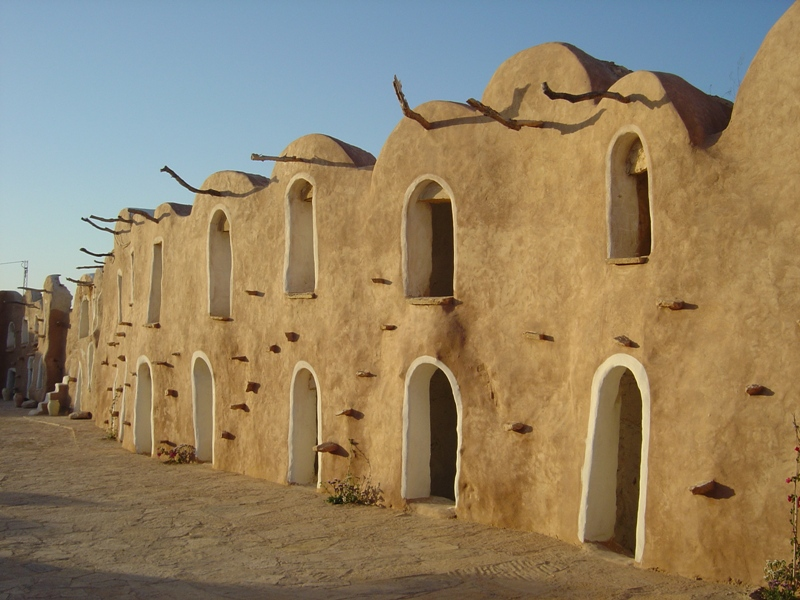
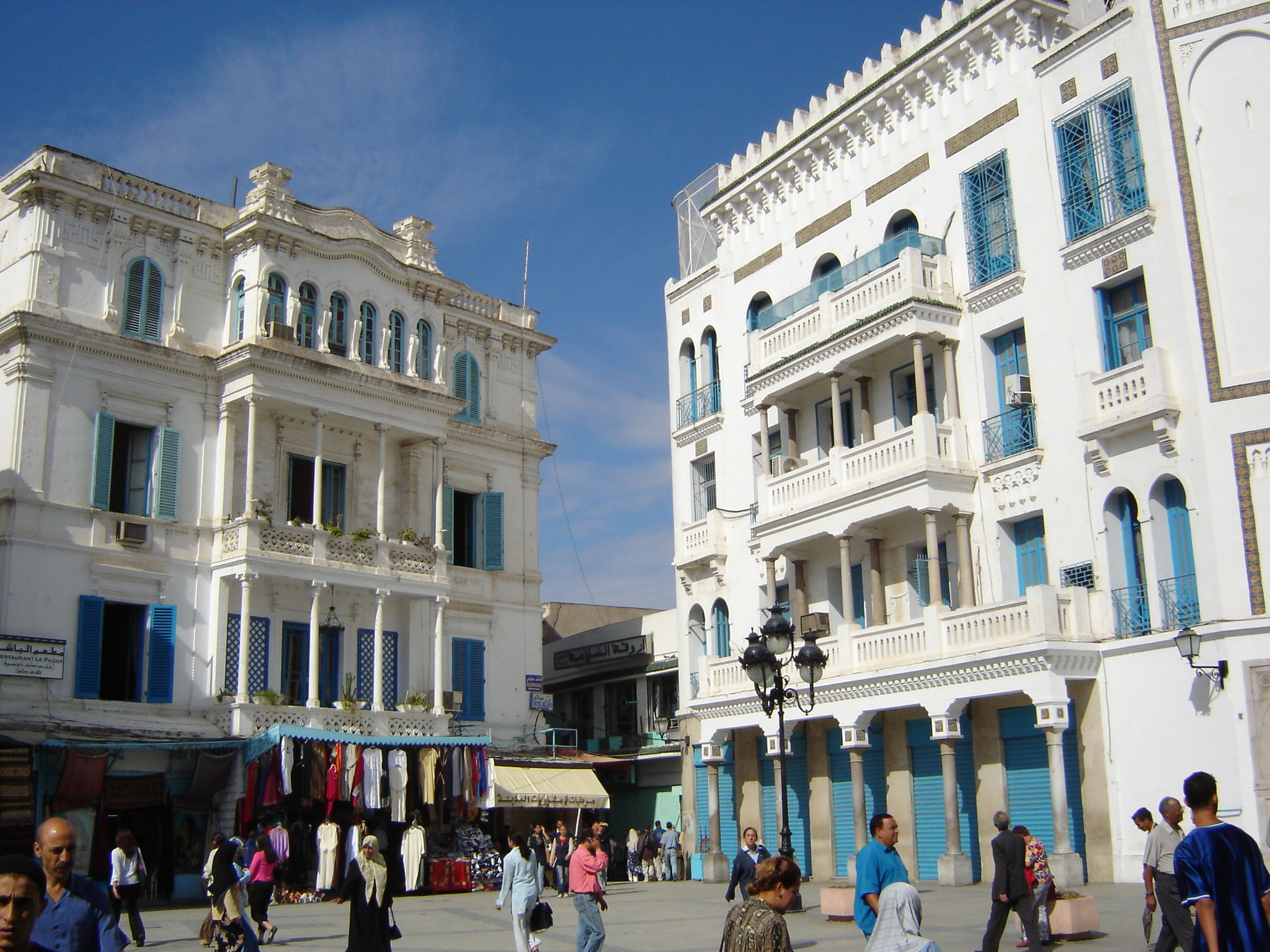
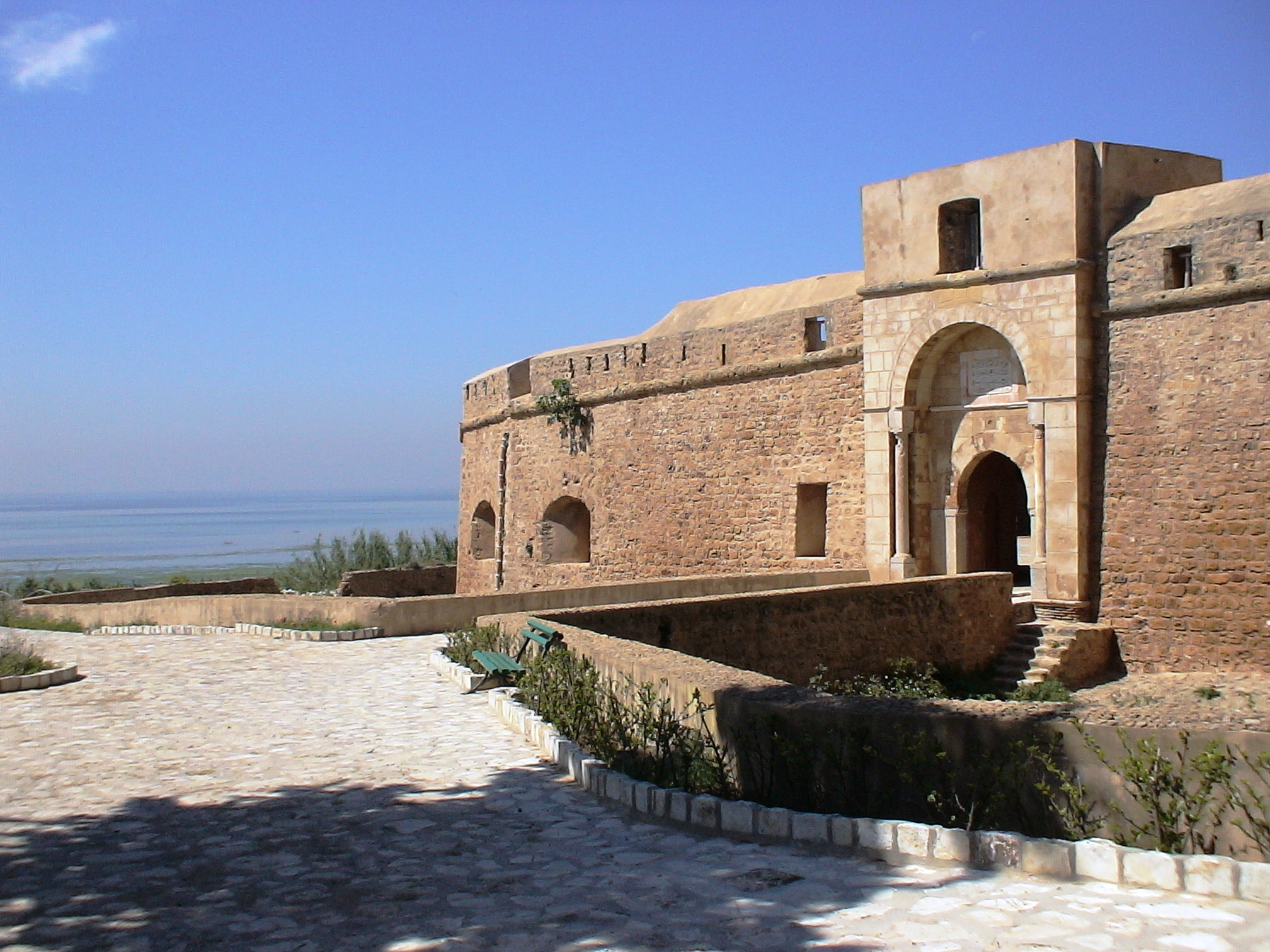